# Amanita wellsii
Amanita wellsii là một loài nấm tán trong họ Amanitaceae. Loài này được nhà nghiên cứu người Mỹ, William Alphonso Murrill miêu tả khoa học lần đầu tiên năm 1920, dựa trên những mẫu thí nghiệm ở Springfield, New Hampshire năm 1917. Danh pháp khoa học được đặt theo tên của giáo sư H. L. Wells, người đã từng nghiên cứu về loài nấm này trước đó.
Amanita wellsii phân bố trải dài từ dãy Appalachia (bang North Carolina) đến vùng cây tống quán sủ phía đông nam Canada. Thể quả (fruit body) của nấm có thể mọc rải rác hay thành nhóm trong các cánh rừng hỗn giao. Khả năng dùng làm thực phẩm của loài này vẫn chưa được xác định rõ.